# Rocha ultramáfica

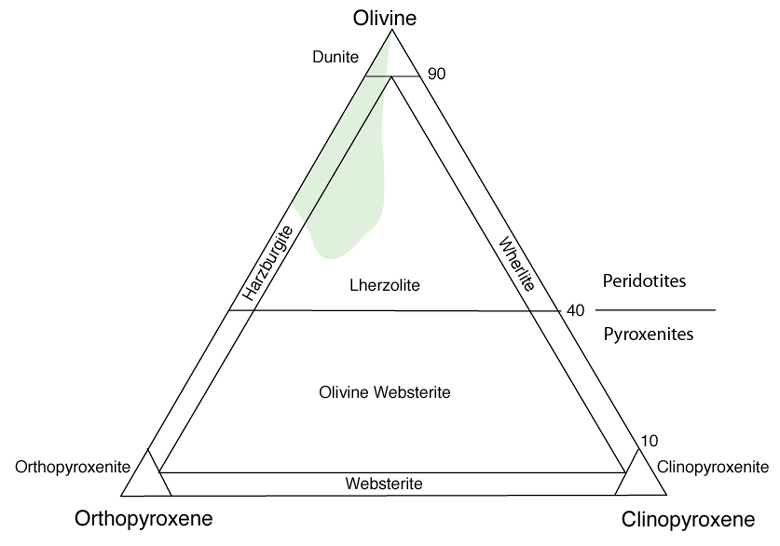
Diagrama de Classificação das rochas ultrabásicas. A verde está a área que representa a composição do manto.

Rochas ultrabásicas (ou Rochas ultramáficas) são rochas ígneas com um teor em sílica muito baixo (menos de 42%), geralmente com um teor >18% MgO, com teor alto em FeO, e baixo em K e em Na, e são ainda compostas por mais de 90% de minerais máficos (cor escura, alto teor em magnésio e Ferro). O manto da terra é composto por rochas ultrabásicas.

## Rochas ultrabásicas plutónicas
As rochas ultramáficas são encontradas muitas vezes em camadas com outras rochas máficas, por causa da diferenciação dos tipos de rochas.
As rochas cumuladas não representam a geoquímica do magma de onde se cristalizaram. As rochas ultrabásicas intrusivas incluem os Dunitos, Peridotitos e Piroxenitos.

## Rochas ultrabásicas vulcânicas
As rochas ultrabásicas vulcânicas são raras.

## Rochas ultrabásicas metamórficas
O Metamorfismo destas rochas na presença de água e ou dióxido de Carbono resulta em duas classes de rochas ultrabásicas metamórficas; talco e serpentinito.

## Ocorrências
As ocorrências na crosta ocorrem em complexos Ofiolitícos onde as rochas do manto foram trazidas para a superfície.